# Charles François de Broglie
Charles-François de Broglie, född 20 augusti 1719, död 16 augusti 1781, var en fransk greve och diplomat. Han var son till François Marie de Broglie och bror till Victor François de Broglie.
De Broglie blev 1752 ambassadör i Polen och arbetade på att stärka den fransk-polska vänskapen men återkallades 1758. Även i fortsättningen användes han dock mest av Ludvig XV i diplomatiska uppdrag. Han är mest känd som den mångårige ledaren för den diplomati franske kungen bedrev bakom rådherrarnas rygg.